# Machilus salicina
Machilus salicina är en lagerväxtart som beskrevs av Henry Fletcher Hance. Machilus salicina ingår i släktet Machilus och familjen lagerväxter. Inga underarter finns listade i Catalogue of Life.